# مستشفى ثيم
مستشفى ثيم (بالإنجليزية: Theme Hospital)‏ هي لعبة فيديو من نوع محاكات التجارة، طورت من طرف بولفروج للإنتاج، ونشرت من طرف إلكترونيك آرتس في سنة 1997 للحاسوب، تدور حول تشغيل مستشفى مملوك للقطاع الخاص والهدف هو علاج المرضى من الأمراض كالزكام. اللعبة تنتمي لمنتزه ثيم. كما أنه أُنْتِجَ من طرف بولفروغ، وهو الثاني في السلسلة، وجزء من سلسلة مصمم، ويغلب على اللعبة طابع الدعابة، وتحتوي أيضا على شيء من ثقافة البوب.
بيتر مولينيو وجيمس ليش كانت لديهما فكرة إنشاء لعبة موضوعها الأساس هو المستشفى، لكن مولينيو لم يعمل على تطويرها بسبب إنشغاله بلعبة حارس الأبراج، المصممون أصلا في المخطط لتشمل أربعة أساليب لعب متميزة مقابل كل فترة زمنية، لكن ذلك لم يحدث بسبب ضغط الوقت على الفريق. تم دعم وضع متعدد اللاعبين (4 لاعبين كحد أقصى) في التحديث. تلقت اللعبة استقبال إيجابي عموما، كما أن النقاد أشادوا بالرسومات والحس الفكاهي بشكل خاص.
مستشفى ثيم يعد نجاحاً تجارياً، حيث بيعت أكثر من 4 ملايين نسخة في جميع أنحاء العالم، وقد تم طرح نسخة لها على البلاي ستايشن في سنة 1998، وكان سيغا ساترن قد طور نسخة منها، لكن تم إلغاؤها. اللعبة أُصدرت في موقع غوغ دوت كوم في 2012 وفي اورجن سنة 2015، أما بالنسبة لنسخة البلاي ستايشن فقد صدرت في بلاي ستيشن نيتورك سنة 2008 بأوروبا، وسنة 2009 باليابان  وفي أمريكا الشمالية سنة 2010، وقد كانت هناك محاولات لإحيائها بتطوير مفتوح المصدر كإعادة صياغة مثل كورسيكسث.

## وضع اللعب

نموذج للمستشفى

يُطلب من اللاعبين صنع وسط جيد ليجدب المرضى مع مواقف هزلية ومعالجتها أثناء ميولهم لحاجياتهم. اللعبة تحتوي على شيء من الكوميديا سوداء.، على غرار ماسبقها من منتزه ثيم. وتحتوي على مرض باولتي (الذي يضرب رأس المريض)، مجمع الملوك (الذي يجبر المريض على إنتحال شخصية إلفيس بريسلي)، ودي إن أي الفضائيين (الذي يحول المريض إلى فضائي).
بدءا من مستشفى فارغ، يجب على اللاعب بناء غرف واستئجار الأطباء، الممرضات، عاملي النظافة والإستقبال. كل موظف لديه إحصاءات تؤثر على أدائه، ويمكن تدريب الأطباء حتى ترتفع إحصاءاتهم، وتشمل الغرف مكاتب جي پي، غرف نفسية، ومسارح عامة وصيدليات، و بنيت عن طريق وضع مخطط، تمثَّل في تعيين موقع الأبواب والنوافذ، ثم وضع قطع المطلوبة واختيارية من الأثاث. قد يقوم اللاعب أيضا بإنشاء عناصر، مثل المقاعد، ومطافئ الحريق، والنباتات في مساحات الممر المفتوحة المقدمة. يتم الحصول على لقب في وقت بناء المستشفى في بداية كل مستوى قبل وصول المرضى. يُفحص «مرضى  الجي پي» في مكتبه الذي يوفر لهم إما التشخيص أو يرسلهم لمزيد من التقييم في غرفة التشخيص المتخصصة. مرة واحدة يتم تشخيص المريض، ويتم إرساله للعلاج. في حين أن عدد قليل من الغرف متوفرة في بداية اللعبة، يجب أن يبني اللاعب الباقي. بعض الغرف، مثل غرفة النافخة، حيث المرضى الذين يعانون من مرض خاص تكون الآلات تحتوي على معالج صيانة منتظم عن طريق هاندمان: إذا أُهمل لفترة طويلة جداً، فإنها سوف ينفجر، مما يُسفِر عن مقتل جميع الموجودين في الغرفة. يجب أن يكون الأطباء حاصلون على مهارات متخصصة معينة للعمل في بعض الغرف، مثل غرفة البحوث (المستخدمة في البحث عن الغرف الجديدة والعلاج، وتحسين القائمة) ومسرح التشغيل، هناك غرف تستخدم الموظفين فقط، مثل غرفة الموظفين وغرفة التدريب، في حين أن للمرضى غرف مخصصة لهم أيضا مثل المرحاض.
يمكن للاعب تشخيص ومعالجة تكاليف المال، ويمكن أن تغير سياسة المستشفى، بما في ذلك كمية التشخيصات المطلوبة لكل مريض. ويمكن تعيين هذا إلى أكثر من 100 في المائة لإجبار المرضى على القيام بزيادة التشخيصات غير الضرورية. وتشمل السياسات الأخرى أن يستطيع الموظفون الإنتقال بين الفواصل وعما إذا كان بإمكانهم ترك الغرف، ويمكن اتخاذ القروض. من وقت لآخر، تحدث أشياء مميزة مثل حالات الطوارئ (التي تصل للمريض ويجب أن يتم علاجه في غضون وقت محدد أو سيموت)، والأوبئة (التي ينتشر فيها المرض بسرعة). خلال هذا الأخير، يمكن للاعب محاولة القضاء عليه من خلال علاج جميع المرضى المتضررين قبل تفاقم العدوى. إذا فشل اللاعب، يتم تغريمه، ويجب أن تواجه سمعة المستشفى بعض الضرر. الإحصائيات الجيدة للمستشفى تُؤثر على تدفق المرضى. في بعض الأحيان يكون هناك مرضى ڤي آي بي (مميزون)، إذا أُعجب بالمستشفى، يتم منح اللاعب مكافأة نقدية، أو زيادة في السمعة، أو كليهما. وهناك مستشار يحافظ على إطِّلاع اللاعب على كل ما يجري. الفئران قد تصيب المستشفى، والاعب هو الوحيد القادر على إطلاق النار عليهم.
على الرغم من أن اللاعب ليس لديه السيطرة المباشرة على المرضى، لكن لديهم بعض التأثير على ما إذا كانوا سيشتركون في المستشفى وفي تحديد ما يجب عليهم دفعه بإعطاء أمر لموظفيه. يمكن للاعب إلتقاط أي موظف في المبنى وإرساله للمرضى (لإعادة إرساله إلى غرفة أخرى أو إرساله للحصول على الراحة)، أو رفضه إذا كانوا يجادلون في الدفع أو لم يعد مطلوبا. اللاعب قد يجمع المرضى لاتخاذ فرصة في علاج مرضهم المشتبه به، قبل اكتمال التشخيص (خطر قتل المريض)، وإعادة ترتيب الطوابير.
اللاعب يتنافس ضد منافسيه مع الكمبيوتر اسمه أفتر أجهزة الكمبيوتر الشهيرة، حقيقي وخيال: وتشمل هذه «الهولي» في ريد دوارف ودليل المسافر إلى المجرة. هناك أياما محددة في السنة، وفي نهاية كل عام (وقت اللعب)، يتم حكم اللاعبين على عروضها، ويمكن أن تعطى للفائزين جوائز، زيادة في السمعة، أو المكافآت النقدية.
وقد حدد كل مستوى أهداف في مجالات التحصيل المالي، وسمعة المستشفيات، والمرضى والشفاء، وتقييمة المستشفى. إن الأموال السلبية أو السماح لمكافحة المرضى للموت سوف يجلب متطلبات الخسارة. عند تحقيق أهداف اللاعب، لديه الخيار للإنتقال إلى مستشفى جديد، أكثر تفصيلا مع ضروف طبية أكثر صرامة وأمراض أكثر، أو البقاء. إذا تم تأجيل الفئران بما فيه الكفاية، يتم نقل اللاعب إلى مستوى خاص الذي هدفه إطلاق النار لأكبر قدر ممكن.
تم الإفراج عن التصحيح للأخطاء الثابتة وأضاف دعم للكابل التسلسلي، المودم، وشبكة اي پي اكس/إس پي اكس الألعاب (مع ما يصل إلى أربعة لاعبين) في النسخة الخاصة بنظام ويندوز، ووضع صعوبة. في الوضع متعددة اللاعبين، كل لاعب لديه لون، المرضى يحصلون على لون اللاعب الذي يتعامل معه. يتم تضمين «قنابل القمامة»، مما يسمح للاعبين بنشر القمامة حول مستشفيات اللاعبين الآخرين، في حين يمكن للمستقبلون مقنعين للعمل لاعبين آخرين، وهناك «مراحل صغيرة»، مع تعليمات للاعبين لأداء. اللاعبين أيضا قادرة على الدردشة مع بعضها البعض خلال لعبة.

## التطوير
استغرق مستشفى ثيم أكثر من عامين لتطويره. جاءت الفكرة من بيتر مولينيو والصحفي جيم ليتش، اللذان استكشفا إمكانية وجود ألعاب ثيم جديدة أخرى في منتزه ثيم. اقترح ليتش مستشفى، وكان مولينيو متحمسا لهذه الفكرة. بدأ التطوير عندما تمكن المصمم مارك ويبلي لمستشفى ثيم من قائمة من الألعاب المحتملة معا من قبل مولينيو، و ويبلي، جنبا إلى جنب مع الفنان غاري كار، زار مستشفى مقاطعة رويال سوري، مستشفى شارع عظيم اورموند، ومستشفى فرملي بارك، وهذا كله للبحث وإستلهام أفكار جديدة. كان كار مستاءًا في البداية من احتمال العمل في المستشفى ثيم لقد ترك بيلفروغ سابقًا للعمل في الإخوان بيتماب لأنه لم يكن يؤمن بالمنتزه الترفيهي. اختار العودة بناءً على اعتقاده أنه سيعمل في حارس الزنزانة، وهو ما كان حريصًا على القيام به. في البداية ، كان من المقرر أن يعرض المستشفى ثيم أمراضًا حقيقية، ولكن تم استبدالها بآلام خيالية و كوميدية حيث تقرر ألا تكون أمراض اللعبة واقعية للغاية: واجه الفريق معضلة الاضطرار إلى جعل المستشفى ممتعًا ومثير للاهتمام ، كما ذكر ويبلي أن المتنزهات الترفيهية «ملونة» مقارنة بالمستشفيات ، ويعتقد كار أن غرف المستشفى تبدو متشابهة جدًا وأنه كان من الصعب معرفة ما تفعله كل آلة.
خلال زيارة للمستشفى (بعد مشاهدة عملية جراحية ، أُمروا بالخروج منها لأنهم كانوا يصرفون انتباه الجراح) ، توصلوا إلى فكرة استخدام العلاجات والأمراض التجميلية: اعتبر كار الموت «حزين للغاية»ويعتقد أن المرض لم يكن موضوعًا شائعًا. وذكر أن استخدام الأمراض المكياج يمنحهم «الحرية الإبداعية» ، وهو ما يعتقد أنه ضروري. قال ويبلي أن كار كان قلقًا من أن استخدام الأمراض الحقيقية يمكن اعتباره مقيتًا. وفقًا لكار، كان الفريق يهدف إلى الفكاهة وليس الدماء. خلال المراحل الأولى من البرمجة، استأجرت بيلفروغ جيمس ليتش ، الذي كتب نص اللعبة وتوصل إلى الأمراض. لم يشارك مولينوكس بشكل مباشر في إنتاج اللعبة حيث كان يعمل في ذلك الوقت على حارس الخزانة.

## روابط خارجية
- مستشفى ثيم على موقع IMDb (الإنجليزية)